# Cosmotettix aurantiacus
Cosmotettix aurantiacus är en insektsart som beskrevs av Auguste-Henri Forel 1859. Cosmotettix aurantiacus ingår i släktet Cosmotettix och familjen dvärgstritar. Inga underarter finns listade i Catalogue of Life.